# Tetramorium goniommoide
Tetramorium goniommoide is een mierensoort uit de onderfamilie van de Myrmicinae. De wetenschappelijke naam van de soort is voor het eerst geldig gepubliceerd in 1979 door Poldi.